# Modautal
Modautal är en kommun i Landkreis Darmstadt-Dieburg i Regierungsbezirk Darmstadt i förbundslandet Hessen i Tyskland. Kommunen bildades 1 april 1971 genom en sammanslagning av de tidigare kommunerna Allertshofen och Hoxhohl. Kommunen ombildades 1 januari 1977 genom en sammanslagning av kommunerna Asbach, Brandau, Ernsthofen, Klein-Bieberau, Modautal och Neutsch.